# Molinezja ostropyska
Molinezja ostropyska, molinezja ostrousta (Poecilia sphenops) – gatunek słodkowodnej ryby karpieńcokształtnej z rodziny piękniczkowatych (Poeciliidae).

## Charakterystyka

### Występowanie
Ameryka Środkowa

### Wielkość
Samica większa, do 10 cm długości, samiec – 8 cm.

### Wygląd
Płetwa odbytowa samca jest przekształcona w gonopodium. Znane są liczne odmiany tej ryby. Ubarwienie rozmaite (samiec jest barwniejszy), zwykle na tle zielonooliwkowym ma liczne punkty i plamy niebieskawe, czerwone lub brązowe. Prawdopodobnie z krzyżówki dwóch gatunków tego rodzaju powstała molinezja black molly - ciemno ubarwiona z tendencją do całkowicie czarnej barwy. Długotrwała hodowla doprowadziła też do wyselekcjonowania odmiany wielkopłetwej. W hodowlach akwariowych były też uzyskiwane krzyżówki z gupikiem pawie oczko. Samca można poznać po gonopodium, ciężarna samica ma wydatnie powiększony brzuszek.

### Hodowla
Jest to żywa, towarzyska ryba, odpowiednia do akwarium wielogatunkowego. Do jej hodowli zalecane jest akwarium średniej wielkości, dobrze zarośnięte. Należy pozostawić dużo miejsca do pływania. Dekoracje z kamieni i korzeni. Temperatura powinna wynosić 24–28 °C, należy stosować niewielki dodatek soli. Molinezje są bardzo wrażliwe na niską lub zmienną temperaturę wody. Zalecana dobrze filtrowana i dobrze natleniona woda. Należy stosować pokarm żywy i suchy z dodatkiem roślinnego.

### Pokarm
Żywe larwy komarów: ochotka i wodzień, mniejsze żywe dafnie, również narybek. Mrożone serce wołowe, mrożona ochotka i mrożony wodzień. Pokarmy płatkowe roślinne i suszone dafnie. Można również podawać zmrożone i posiekane dżdżownice. Niezbędny dostęp do pokarmu roślinnego (patrz: spirulina, mrożony szpinak), rybka zjada chętnie glony oczyszczając akwarium.

### Rozmnażanie
Jeżeli tylko utrzymane są odpowiednie parametry wody, rozmnażanie tego gatunku nie sprawia żadnych kłopotów, choć racjonalna hodowla wymaga czasu, cierpliwości oraz znajomości zasad dziedziczenia. Molinezje są rybami jajożyworodnymi, samice nie składają ikry, lecz rodzą w pełni ukształtowane młode, gotowe do samodzielnego życia. Do rozmnażania odpowiednia jest nieco wyższa temperatura wody ok. 26 °C. Zapłodnienie ma charakter wewnętrzny, samiec dokonuje go za pomocą płetwy odbytowej przekształconej w gonopodium. Tuż przed samym porodem dobrze jest umieścić samicę w specjalnym kotniku akwarystycznym (zanurzanej w zbiorniku plastikowej klatce). W ten sposób narybek zostanie uchroniony przed zjedzeniem przez matkę lub starsze osobniki (kotnik nie jest niezbędny, jeśli w akwarium jest bardzo dużo roślin i mało ryb, ale i tak nawet wówczas trzeba się liczyć ze stratą dużej części młodych). Zapłodnienie następuje w akwarium ogólnym. Ciężarną samicę umieszczamy w osobnym, dobrze zarośniętym akwarium o podobnych warunkach lub w kotniku, gdzie po pewnym czasie rodzi ona 10–60 młodych dość dużych rybek. Ciąża trwa ok. 4–6 tygodni. Aby samica nie zjadła swojego narybku, należy oddzielić ją od narybku po porodzie, np. w specjalnych kotnikach z przegrodą dla młodych.